# 荘侯
荘侯（そうこう、生年不詳 - 紀元前612年）は、春秋時代の蔡の君主。姓は姫、名は甲午。穆侯の子で、穆侯の後を受けて蔡国の君主となった。
紀元前639年、荘侯は楚の成王・宋の襄公・陳の穆公・鄭の文公・許の僖公・曹の共公と盂で会合した。諸侯は宋の襄公を捕らえて、宋を攻撃した。紀元前633年、荘侯は楚を中心とする連合軍に参加し、宋を包囲した。
紀元前632年、楚が城濮の戦いに敗北したことから、荘侯は晋側に寝返り、践土の盟に参加した。また温の会合に参加した。ほどなく蔡は楚側に復帰した。紀元前617年、荘侯は楚の穆王と厥貉に宿営し、宋への進攻を図った。宋が屈服したため、戦闘にはならなかった。
紀元前612年、晋を中心とする新城の盟に参加しなかったことを理由に、晋の郤缺が蔡を攻撃した。荘侯は屈服し、扈で諸侯と盟を交わした。この年、荘侯は死去した。在位34年。